# Лаагна
59°26′20″ пн. ш. 24°50′17″ сх. д. / 59.43889° пн. ш. 24.83806° сх. д.
Лаагна (ест. Laagna) — мікрорайон в районі Ласнамяє міста Таллінн. Його населення складає 24 251 чоловік (1 січня 2014). В мікрорайоні знаходяться вулиці: Анні, Арбу, Пунане, Виру, Варраку, Коорті, Вікерласе, Калевіпоя, Пікрі, Вірбі і т.д. В мікрорайоні курсують автобусні маршрути номер 7, 12, 13, 31, 35, 44, 49, 50, 51, 53, 54, 55, 56, 58, 65, 67, 68. В Лаагна дуже велика щільність забудови багатоквартирних будинків. На одному квадратному кілометрі тут проживає більше 15000 чоловік.

## Історія
В радянський час на території сучасного мікрорайону Лаагна знаходились III і IV мікрорайони Ласнамяє. 7 вересня 1979 року III мікрорайон був перейменований в «Кангеласкі», але незабаром це рішення було відмінене, так як закони СРСР не дозволяли давати назви мікрорайонам.
В 1980 році була відкрита середня школа № 13, яка сьогодні носить назву «Талліннська гімназія Лаагна». З 1988 до 1994 року в Лаагна працював кінотеатр, у будівлі якого зараз знаходиться культурний центр Ліндаківі.
В 2003 році був побудований спортивний зал Ласнамяє для занять легкою атлетикою. В залі є бігова доріжка довжиною в 200 метрів та інші необхідні знаряддя для занять легкою атлетикою в приміщені.

## Населення
За даними самоуправління Таллінна, на 1 січня 2014 року населення Лаагна складало 24 251 жителів.
Чоловіків серед них 44%. Естонці складають 24%.
| 2008   | 2010     | 2011     | 2012     | 2013     | 2014     |
| ------ | -------- | -------- | -------- | -------- | -------- |
| 24 272 | ↗ 24 440 | ↘ 24 354 | ↘ 23 985 | ↗ 24 012 | ↗ 24 251 |